# Hendrik-Ido-Ambacht
Hendrik-Ido-Ambacht (phát âmⓘ) (dân số: 25.120) là một đô thị ở phía tây Hà Lan. Đô thị này thuộc tỉnh Zuid-Holland, trên đảo IJsselmonde, và giáp với Zwijndrecht, Ridderkerk, và sông Noord.  Đô thị này có diện tích 11,99 km² (4,63 mile²) trong đó 1,26 km² (0,49 mile²) là diện tích mặt nước.